# Asellopsis penicillata
Asellopsis penicillata is een eenoogkreeftjessoort uit de familie van de Laophontidae. De wetenschappelijke naam van de soort is voor het eerst geldig gepubliceerd in 1964 door Por.